# Carolina Agüero
Carolina Agüero (geboren am 4. November 1975 in Córdoba, Argentinien) ist eine argentinische Balletttänzerin. Seit 2007 ist sie Erste Solistin beim Hamburg Ballett, geleitet von John Neumeier. 

## Leben
Agüero absolvierte ihre Ausbildung an der Ballettschule des Teatro Rivera Indarte. Zu ihren Lehrern zählen Olga Ferri, Enrique Lommi und Liliana Belfiore. Erste Engagements führten sie an das Córdoba Ballet, das Ballet Agentin, wo sie mit Julio Bocca tanzte, und das Ballet de Santiago de Chile, wo sie bereits die Titelpartie in Ivan Nagys Choreographie von La Sylphide tanzte und Soli in Stücken von Balanchine und Nebrada übernahm.
Erste Station in Europa war das renommierte Stuttgarter Ballett, es folgten Verpflichtungen am Ballett Dresden und am Finnischen Nationalballett, wo sie bereits als Erste Solistin tätig war. In Helsinki kreierte sie die Antonia in Patrice Barts Tchaikovsky-Choreographie und lernte sie John Neumeier  kennen, als dieser mit dem dortigen Ensemble sein Ballett Die Möwe einstudierte; Agüero tanzte die Mascha. Neumeier holte die Tänzerin 2006 als Solistin zum Hamburg Ballett, wo sie 2007 zur Ersten Solistin avancierte. Dort kreierte sie die Rolle der Tamara Karsavina in Neumeiers Neufassung von Le Pavillon d'Armide und ein Solo in Verklungene Feste. Schon in Helsinki, schließlich auch in Hamburg zeigte sich die breite Spannweite ihres Repertoires, welches von den klassischen Petipa- und Nijinsky-Kreationen über John Cranko, Hans van Manen, Rudi van Dantzig, Jiří Kylián bis zu jüngeren Choreographen reicht.
Gastauftritte führten sie mit Ángel Corella und Don Quichotte nach Spanien, nach Italien, Cincinnati, Farö und Bremen. Im Theater an der Wien gastierte sie in zwei Neumeier-Produktionen: 2009 in Tod in Venedig und 2014 in der Kameliendame.
Agüero ist mit Dario Franconi verheiratet, der ebenfalls aus Córdoba stammt und als Solist ebenfalls am Hamburg Ballett verpflichtet ist.

## Preise und Ehrungen
- 1990 Premio José Neglia (Buenos Aires)
- 1991 Goldmedaille beim Chaco Ballett-Wettbewerb (Argentinien)
- 1992 Goldmedaille beim Uruguayana Ballett-Wettbewerb (Brasilien)
- 2004 Edvard-Fazer-Preis (Helsinki)
- 2009 Ehrendiplom der Fundación Konex als klassische Tänzerin (Buenos Aires)